# 格雷氏野鯪
格雷氏野鯪，為輻鰭魚綱鯉形目鯉科野鲮属的其中一個種。該物種於1894年由乔治·亚伯特·布兰洁描述及命名，主要分布於非洲肯亞及坦尚尼亞，體長可達23.1公分。

## 扩展阅读
維基物種上的相關：格雷氏野鯪